# Římskokatolické pastorační centrum Královny rodiny

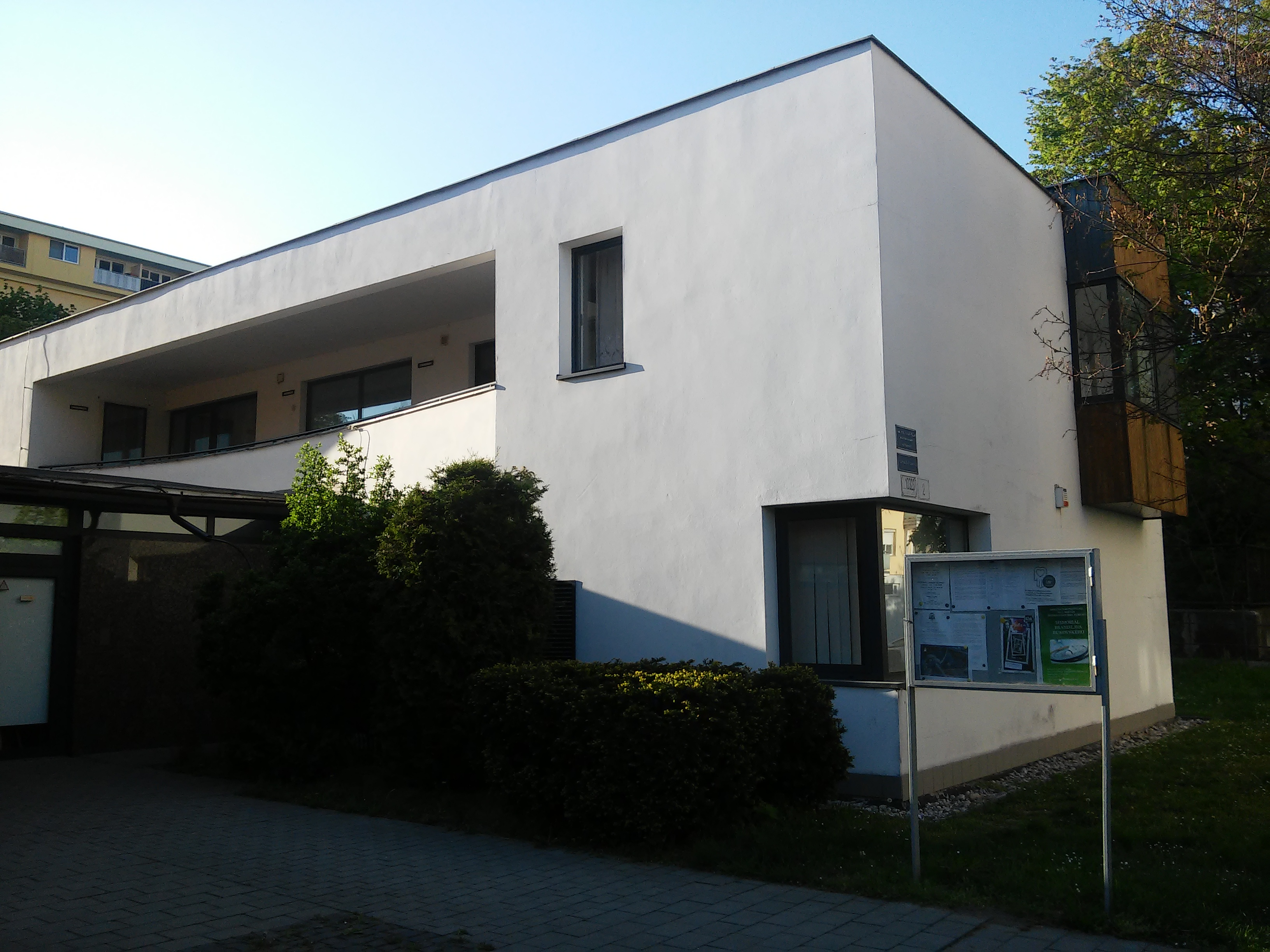
Zadní trakt budovy

Římskokatolické pastorační centrum Královny rodiny je sakrální budova na ulici Teplická 2, v Novém Městě v Bratislavě. Autory stavby byli Ľubo Závodný, Matej Siebert a Georg Bližňák. Projekt byl vytvořen v roce 1997 a realizace stavby probíhala v letech 1997 až 1999.

## Architektonické řešení stavby
Budova pastoračního centra je poměrně rozsáhlým komplexem prostorově seřazených do kompaktní struktury, s důrazem na samotnou hmotu kostela. V rámci okolního rozvolnění sídliště chce vytvořit klidné a jasně definované prostředí. Učebny, fara a administrativní prostory jsou seskupeny na pravoúhlém půdorysu tvaru L a tvoří tak vnější uliční část kompozice. V nádvoří je umístěn oválný chrámový prostor, který je jakoby vykrojený ze základní hmoty celého komplexu a jeho tvar kopíruje zakřivení vnějšího domu. Hmota chrámu je obložena vertikálními dřevěnými lamelami, které umocňují jeho výjimečné postavení v rámci celého komplexu. Celek doplňuje štíhlá věž, která znakově symbolizuje a navazuje na vnitřní linii adoračnej kaple a umístění tabernákula.

## Dispoziční řešení stavby
Z architektonického hlediska budovy centra je zřejmý jasný záměr dispozičních vazeb, samotné řešení vyplývá z liturgického konceptu. Hmota kostela je dispozičně propojena dvěma spojovacími prvky s objektem dvoupodlažní fary, s jednopodlažní společenskou částí a meditační zahradou. Díky spojovacímu objektu společenského sálu je možné zvětšit kapacitu kostela při zachování potřebných zvukových a optických požadavků. Tento prostor je opticky propojen s kostelem a slouží jako místnost pro matky s dětmi. V části farního objektu je umístěna vstupní část s hygienickými prostory pro návštěvníky kostela, pokoje pro hosty, kuchyň, společná jídelna, společenský víceúčelový sál, hospodářské prostory. V spojovacím krčku fary je umístěna sakristie s přímou vazbou na kostel.

## Liturgický koncept
Liturgický koncept římskokatolického centra Královny rodiny vychází ze snahy vytvořit ucelený komplex. Spojovacím bodem všech prostor je meditační zahrada. Sezení pro 125 věřících v kostele je dostředivě uspořádáno kolem obětního stolu, který spolu s knězem tvoří těžiště oválné hmoty kostela. Osvětlený je hlavně výrazným shora spuštěným světlíkem. Tento světlík představuje sjednocující bod výrazně členěného a šikmého stropu přiznanými vysokými železobetonovými trámy. Poloha svatostánku je citována na fasádě kostela v osovém propojení s věží. Na dělicí stěně kostela a adorační kaple je umístěna křížová cesta, v místě dělení je umístěn i tabernákulum. Křtitelnice se nachází ve vazbě na společenskou část. V zadní vstupní části kostela je zádveří opticky a tvarově provázané šatnou. V této části je i zpovědní místnost. Gradace vnitřního prostoru je jednoznačně orientována k presbytáři.

## Cena ARCH
Projekt Římskokatolická pastoračního centra Královny rodiny získalo v roce 2000 Cenu časopisu ARCH o architektuře a jiné kultuře. Ocenění bylo uděleno zejména díky jeho eleganci a výborně zvládnuté míry stavby.